# Lanshan (Yongzhou)
Der Kreis Lanshan (chinesisch 蓝山县, Pinyin Lánshān Xiàn) ist ein Kreis, der zum Verwaltungsgebiet der bezirksfreien Stadt Yongzhou im Süden der chinesischen Provinz Hunan gehört. Er hat eine Fläche von 1.807 km² und zählt 346.000 Einwohner (Stand: Ende 2018). Sein Hauptort ist die Großgemeinde Tafeng (塔峰镇).

## Administrative Gliederung
Auf Gemeindeebene setzt sich der Kreis aus sechs Großgemeinden und neun Gemeinden (davon sechs der Yao) zusammen. 